# گوتفرید دینر
گوتفرید دینر (انگلیسی: Gottfried Diener; ۱ نوامبر ۱۹۲۶ – ۲۶ مهٔ ۲۰۱۵) ورزشکار بابسلد اهل سوئیس بود.